# Fulvie de Randan
Fulvie de Randan, född 1533, död 1607, var en fransk hovfunktionär.
Fulvie de Randan var dotter till Galéas Pic de la Mirandole. Hon gifte sig 1555 med Charles de La Rochefoucauld, comte de Randan. 
Hon var Première dame d'honneur till Frankrikes drottning Louise av Lorraine mellan 1583 och 1589. Hon utsågs av kungen på begäran av drottningen, som tilltalades av hennes fromhet. Kungen biföll denna önskan, men delade på tjänsten och utsåg samtidigt också den mindre religiösa och fashionabla Louise de Cipierre (som dock avled redan 1585). 
Fulvie de Randan beskrivs som en vacker katolsk fanatiker, besluten att leva i evig sorgeperiod efter sin make. Hon var politiskt aktiv och agerade där hon kunde till förmån för den katolska ligan.